# Forêt nationale de Plumas
La forêt nationale de Plumas, en anglais Plumas National Forest, est une forêt nationale américaine située dans le Nord de la Californie. Couvrant 4 638 km2 de la Sierra Nevada, elle s'étend dans les comtés de Butte, Lassen, Plumas, Sierra et Yuba. Créée en 1907, l'aire protégée est gérée par le Service des forêts des États-Unis.

## Archéologie
Les recherches archéologiques dans la forêt révèlent une présence humaine (des Indiens d'Amérique) qui s'étend sur au moins 8.000 ans.
7 tribus indiennes reconnues par les autorités fédérales sont originaires de la forêt nationale de Plumas.

## Économie
L'activité économique autour de la forêt est estimée à 2,6 milliards de dollars par an. 357.000 personnes visitent la forêt chaque année, ce qui représente un revenu de 28 millions de dollars pour la région.

## Géographie
10,5 milliards de mètres cubes d'eau jaillissent chaque année des sources de la forêt nationale de Plumas. La forêt est composée de :
- 414 lacs et étangs
- 9350 kilomètres de rivières
- 1545 kilomètres de sentiers de randonnée
- Près de 100.000 km² de flore

## Énergie
Les centrales hydro-électriques situées dans la forêt produisent 1 831 mégawatts d'électricité.